# Championnats de France de VTT
Pour les articles homonymes, voir Championnats de France de cyclisme.
Les championnats de France de vélo tout-terrain sont des compétitions ouvertes aux coureurs de nationalité française.
Ils sont organisés chaque année pour les hommes et les femmes, afin d'attribuer les titres de champion de France. Dans chaque discipline, le titre est attribué sur une course unique depuis 1995. Auparavant, le titre était décerné à l'issue d'un circuit composé de plusieurs manches.
Le champion de France porte le maillot tricolore jusqu'aux championnats de France suivants.

## Histoire
Les premiers championnats de France de VTT sont organisés par l'association française de mountain bike en 1986 et se déroulent en cinq manches. Lors de la saison suivante, le championnat de France de l'AFMB est reconnu par la Fédération française de cyclisme, dont les licencés peuvent participer aux neuf épreuves.
En 1988, l'AFMB devient la commission nationale VTT au sein de la Fédération française de cyclisme. Son dirigeant, Stéphane Hauvette, continue à organiser les championnats de France jusqu'en 1991. En 1992, la Fédération française de cyclisme devient organisatrice officielle des championnats de France.

## Disciplines
- Cross-country Olympique (XCO) ;
- Cross-Country Short Track (XCC) ;
- Cross-country éliminatoire (XCE) ;
- Cross-country à assistance électrique (VTTAE-XC) ;
- Marathon (XCM) ;
- Descente (DHI) ;
- Four-cross (4X) ;
- Dual slalom ;
- Trial ;
- Enduro ;
- Enduro électrique (VTTAE-Enduro) ;
- Beach race ;
- Snow bike.

## Lieux des compétitions
Le championnat de France VTT DH a débuté en une manche en 1995, avant il était attribué sur plusieurs manches
| Année | Cross-country                              | Descente | Trial | Enduro | 4X | Dual |
| ----- | ------------------------------------------ | -------- | ----- | ------ | -- | ---- |
| 1986  | Saint-Étienne Région parisienne Ramatuelle |          |       |        |    |      |

| Année | Cross-country     | Descente        | Trial             | Enduro       | 4X              | Dual      |
| ----- | ----------------- | --------------- | ----------------- | ------------ | --------------- | --------- |
| 1995  | Val d'Isère       | Val d'Isère     |                   |              |                 |           |
| 1996  | Métabief          | Métabief        |                   |              |                 |           |
| 1997  | Les Ménuires      | Les Ménuires    |                   |              |                 |           |
| 1998  | Le Lioran         | Le Lioran       |                   |              |                 |           |
| 1999  | Vars              | Vars            |                   |              |                 |           |
| 2000  | Pra Loup          | Pra Loup        |                   |              |                 | Pra Loup  |
| 2001  | Métabief          | Metabief        |                   |              |                 | Metabief  |
| 2002  | Les Orres         | Les Orres       |                   |              |                 | Les Orres |
| 2003  | Métabief          | Métabief        |                   |              | Métabief        |           |
| 2004  | Montgenèvre       | Montgenèvre     |                   |              | Montgenèvre     |           |
| 2005  | Bourg d'Oisans    | Oz en Oisans    |                   |              | Bourg d'Oisans  |           |
| 2006  | Les Ménuires      | Les Ménuires    |                   |              | Val Thorens     |           |
| 2007  | Montgenèvre       | Montgenèvre     |                   |              | Montgenèvre     |           |
| 2008  | Serre Chevalier   | Serre Chevalier |                   |              | Serre Chevalier |           |
| 2009  | Oz en Oisans      | Oz en Oisans    |                   |              | Oz en Oisans    |           |
| 2010  | Val d'Isère       | Val d'Isère     | Val d'Isère       |              | Val d'Isère     |           |
| 2011  | Méribel           | Méribel         |                   |              |                 |           |
| 2012  | Les Gets          | Les Gets        |                   |              |                 |           |
| 2013  | Auron             | Auron           |                   |              |                 |           |
| 2014  | Les Ménuires      | Les Ménuires    |                   |              |                 |           |
| 2015  | Oz en Oisans      | Oz en Oisans    |                   |              |                 |           |
| 2016  | Montgenèvre       | Montgenèvre     |                   |              |                 |           |
| 2017  | Plœuc-L'Hermitage | Les Carroz      |                   |              |                 |           |
| 2018  | Lons le Saulnier  | Morzine         |                   |              |                 |           |
| 2019  | Alpe d'Huez       | Alpe d'Huez     |                   |              |                 |           |
| 2020  | Les Menuires      | Les Menuires    | Les Menuires      |              |                 |           |
| 2021  | Levens            | Valberg         | Levens            |              |                 |           |
| 2022  | Plœuc-L'Hermitage | Les Orres       | Plœuc-L'Hermitage |              |                 |           |
| 2023  | Jeumont           | Les Arcs        | Jeumont           | Levens       |                 |           |
| 2024  | Levens            | Valberg         | Valberg           | Brassac      |                 |           |
| 2025  | Puy-Saint-Vincent | Les 2 Alpes     | Vallouise         | L'Île-Rousse |                 |           |

## Palmarès masculin

### Cross-country (XCO)

#### Élites

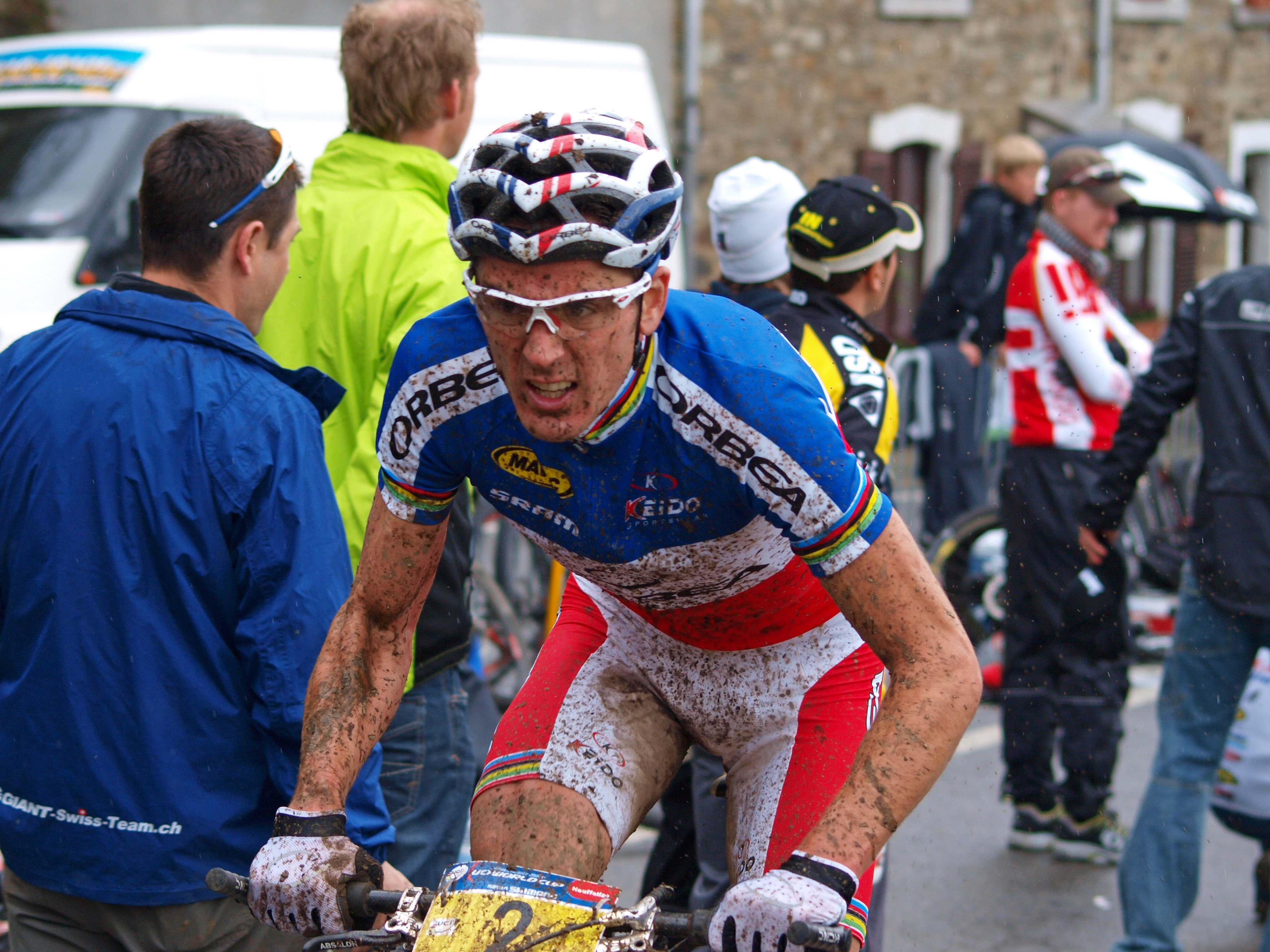
Julien Absalon, avec le maillot de champion de France lors de la coupe du monde de VTT 2010 à Houffalize.

| Année | Or                        | Argent                 | Bronze                 |
| ----- | ------------------------- | ---------------------- | ---------------------- |
| 1986  |                           |                        |                        |
| 1987  | Jacques Devi              |                        |                        |
| 1988  | Patrice Thévenard         |                        |                        |
| 1989  | Patrice Thévenard         |                        |                        |
| 1990  | Patrice Thévenard         |                        |                        |
| 1991  | Denis Noel                |                        |                        |
| 1992  | Bruno Lebras              |                        |                        |
| 1993  | Zbigniew Krasniak         |                        |                        |
| 1994  | Ludovic Dubau             |                        |                        |
| 1995  | Jean-Christophe Savignoni |                        |                        |
| 1996  | Miguel Martinez           |                        |                        |
| 1997  | Cyrille Bonnand           | Miguel Martinez        | Ludovic Dubau          |
| 1998  | Christophe Dupouey        |                        |                        |
| 1999  | Jérôme Chiotti            | Miguel Martinez        | Fabrice Julien         |
| 2000  | Thomas Dietsch            | Gaël Perry             | Frédéric Frech         |
| 2001  | Jérôme Chiotti            | Jean-Christophe Péraud | Cyrille Bonnand        |
| 2002  | Christophe Dupouey        | Jérôme Chiotti         | Jean-Christophe Péraud |
| 2003  | Julien Absalon            | Miguel Martinez        | Jean-Christophe Péraud |
| 2004  | Julien Absalon            | Peter Pouly            | Cédric Ravanel         |
| 2005  | Julien Absalon            | Jean-Christophe Péraud | Peter Pouly            |
| 2006  | Julien Absalon            | Cédric Ravanel         | Pierre Lebreton        |
| 2007  | Julien Absalon            | Cédric Ravanel         | Jean-Christophe Péraud |
| 2008  | Julien Absalon            | Jean-Christophe Péraud | Cédric Ravanel         |
| 2009  | Julien Absalon            | Jean-Christophe Péraud | Cédric Ravanel         |
| 2010  | Julien Absalon            | Maxime Marotte         | Stéphane Tempier       |
| 2011  | Julien Absalon            | Maxime Marotte         | Stéphane Tempier       |
| 2012  | Julien Absalon            | Stéphane Tempier       | Maxime Marotte         |
| 2013  | Julien Absalon            | Miguel Martinez        | Maxime Marotte         |
| 2014  | Julien Absalon            | Hugo Drechou           | Stéphane Tempier       |
| 2015  | Julien Absalon            | Maxime Marotte         | Jordan Sarrou          |
| 2016  | Julien Absalon            | Maxime Marotte         | Stéphane Tempier       |
| 2017  | Maxime Marotte            | Titouan Carod          | Stéphane Tempier       |
| 2018  | Titouan Carod             | Victor Koretzky        | Maxime Marotte         |
| 2019  | Victor Koretzky           | Jordan Sarrou          | Titouan Carod          |
| 2020  | Jordan Sarrou             | Titouan Carod          | Thomas Griot           |
| 2021  | Maxime Marotte            | Jordan Sarrou          | Titouan Carod          |
| 2022  | Titouan Carod             | Jordan Sarrou          | Thomas Griot           |
| 2023  | Titouan Carod             | Jordan Sarrou          | Maxime Marotte         |
| 2024  | Jordan Sarrou             | Thomas Griot           | Titouan Carod          |
| 2025  | Luca Martin               | Mathis Azzaro          | Joshua Dubau           |

#### Espoirs (U23)
| Année | Or                     | Argent                  | Bronze                 |
| ----- | ---------------------- | ----------------------- | ---------------------- |
| 2000  | Cédric Ravanel         |                         |                        |
| 2001  | Julien Absalon         | Yohann Vachette         | Sébastien Hansen       |
| 2002  | Julien Absalon         | Nicolas Filippi         | Rémy Grosdidier        |
| 2003  | Nicolas Philippi       | Alexandre Blain         | Charles Henri Demaret  |
| 2004  | Julien Montaron        | Romain De Waele         | Yannick Rannou         |
| 2005  | François Bailly-Maître | Pierre-Geoffroy Plantet | Nicolas Bazin          |
| 2006  | Stéphane Tempier       |                         |                        |
| 2007  | Stéphane Tempier       | Marc Colom              | François Bailly-Maître |
| 2008  | Maxime Marotte         |                         |                        |
| 2009  | Alexis Vuillermoz      |                         |                        |
| 2010  | Alexis Vuillermoz      |                         |                        |
| 2011  | Fabien Canal           |                         |                        |
| 2012  | Jordan Sarrou          |                         |                        |
| 2013  | Julien Trarieux        | Hugo Drechou            | Jordan Sarrou          |
| 2014  | Jordan Sarrou          | Victor Koretzky         | Titouan Carod          |
| 2015  | Titouan Carod          | Victor Koretzky         | Romain Seigle          |
| 2016  | Victor Koretzky        | Titouan Carod           | Antoine Bouqueret      |
| 2017  | Neïlo Perrin-Ganier    | Hugo Briatta            | Maxime Loret           |
| 2018  | Joshua Dubau           | Axel Zingle             | Thibault Daniel        |
| 2019  | Antoine Philipp,       | Thomas Bonnet           | Loan Cheneval          |
| 2020  | Mathis Azzaro          | Loan Cheneval           | Basile Allard          |
| 2021  | Luca Martin            | Leo Bartoletti          | Benjamin Le Ny         |
| 2022  | Luca Martin            | Mathis Azzaro           | Mathis Guay            |
| 2023  | Adrien Boichis         | Yannis Musy             | Athys Bedini           |
| 2024  | Mathis Guay            | Luca Martin             | Yannis Musy            |
| 2025  | Adrien Boichis         | Romain Debord           | Alix André Gallis      |

#### Juniors (U19)
| Année | Or                  | Argent                 | Bronze             |
| ----- | ------------------- | ---------------------- | ------------------ |
| 1992  | Nicolas Gomord      | David Rolandez         | Alexandre Balaud   |
| 1998  | Julien Absalon      |                        |                    |
| 2001  | Thibaut Legastelois |                        |                    |
| 2002  | Fabien Manf         |                        |                    |
| 2003  | Clément Lhotellerie | François Bailly Maitre | Guillaume Fabry    |
| 2004  |                     |                        |                    |
| 2005  | Olivier Sarrazin    |                        | Alexis Vuillermoz  |
| 2006  | Alexis Vuillermoz   |                        |                    |
| 2007  | Fabien Canal        | Gilles Sarrazin        | Anthony Rodeville  |
| 2008  | Arnaud Jouffroy     |                        |                    |
| 2009  | Jordan Sarrou       | Titouan Perrin-Ganier  |                    |
| 2010  | Julien Trarieux     |                        |                    |
| 2011  | Victor Koretzky     |                        |                    |
| 2012  | Titouan Carod       | Nicolas Gravier        |                    |
| 2013  | Raphaël Gay         | Romain Boutet          | Hugo Pigeon        |
| 2014  | Hugo Pigeon         | Joshua Dubau           | Antoine Philipp    |
| 2015  | Thibault Daniel     | Antoine Philipp        | Simon Gourc        |
| 2016  | Clément Champoussin | Benjamin Le Ny         | Axel Zingle        |
| 2017  | Benjamin Le Ny      | Maxime Limousin        | Mathis Azzaro      |
| 2018  | Hugo Peyroux        | Loan Cheneval          | Pierre Chabaud     |
| 2019  | Luca Martin         | Esteban Bagnon         | Mathis Guay        |
| 2020  | Mathis Guay         | Mateo Chedaleux        | Lucas Grieco       |
| 2021  | Adrien Boichis      | Lucas Grieco           | Paul Magnier       |
| 2022  | Alexandre Martins   | Athys Bedini           | Melvin Crommelinck |
| 2023  | Quentin Luchini     | Julien Hemon           | Jules Chérel       |
| 2024  | Dorian Martino      | Timéo Olive            | Lucas Teste        |
| 2025  | Lucas Teste         | Janis Rouffiac         | Théo Canolle       |

### Cross-Country Short Track (XCC)
| Année | Or              | Argent         | Bronze          |
| ----- | --------------- | -------------- | --------------- |
| 2021  | Victor Koretzky | Maxime Marotte | Maxime Loret    |
| 2022  | Maxime Loret    | Thomas Griot   | Joshua Dubau    |
| 2023  | Maxime Marotte  | Joshua Dubau   | Mathis Azzaro   |
| 2024  | Mathis Azzaro   | Thomas Griot   | Maxime Loret    |
| 2025  | Luca Martin     | Mathis Azzaro  | Victor Koretzky |

### Cross-country éliminatoire (XCE)
| Année | Or                    | Argent                  | Bronze             |
| ----- | --------------------- | ----------------------- | ------------------ |
| 2013  | Titouan Perrin-Ganier | Kévin Miquel            | Louison Berthelot  |
| 2014  | Titouan Perrin-Ganier | Fabien Canal            | Guillaume Guilbaud |
| 2015  | Titouan Perrin-Ganier | Anthony Pautonnier      | Kévin Miquel       |
| 2016  | Titouan Perrin-Ganier | Adrian Cayrel           | Simon Rogier       |
| 2017  | Titouan Perrin-Ganier | Eddy Steible            | Louison Berthelot  |
| 2018  | Titouan Perrin-Ganier | Hugo Briatta            | Lorenzo Serres     |
| 2019  | Hugo Briatta          | Titouan Perrin-Ganier   | Joshua Dubau       |
| 2020  | Titouan Perrin-Ganier | Quentin Schrotzenberger | Hugo Briatta       |
| 2021  | Titouan Perrin-Ganier | Lorenzo Serres          | Hugo Briatta       |
| 2022  | Titouan Perrin-Ganier | Killian Demangeon       | Antoine Orchampt   |
| 2023  | Lorenzo Serres        | Titouan Perrin-Ganier   | Kilian Demangeon   |
| 2024  | Titouan Perrin-Ganier | Lorenzo Serres          | Justin Wal         |
| 2025  | Titouan Perrin-Ganier | Kilian Hampiaux         | Lorenzo Serres     |

### Cross-country à assistance électrique (VTTAE-XC)
| Année | Or               | Argent              | Bronze              |
| ----- | ---------------- | ------------------- | ------------------- |
| 2018  | Julien Absalon   | Neïlo Perrin-Ganier | Miguel Martinez     |
| 2019  | Jérôme Gilloux   | Julien Absalon      | Miguel Martinez     |
| 2020  | Jérôme Gilloux   | Natan Patrois       | Valentin Remondet   |
| 2021  | Nicolas Vouilloz | Kevin Marry         | Olivier Giordanengo |
| 2022  | Théo Charmes     | Clément Peuget      | Alexandre Musi      |
| 2023  | Jérôme Gilloux   | Théo Charmes        | Rémy Gena           |
| 2024  |                  |                     |                     |
| 2025  |                  |                     |                     |

### Marathon (XCM)
| Année | Or                     | Argent                 | Bronze                |
| ----- | ---------------------- | ---------------------- | --------------------- |
| 2003  | Jean-Christophe Péraud | Jérôme Chevallier      | Pierre Lebreton       |
| 2004  | Peter Pouly            | Jean-Christophe Péraud | Alexis Svetloff       |
| 2005  | Peter Pouly            |                        |                       |
| 2006  | Thomas Dietsch         |                        |                       |
| 2008  | Thomas Dietsch         |                        |                       |
| 2009  | Thomas Dietsch         | Frédéric Frech         | Pierre-Yves Facomprez |
| 2010  | Maxime Marotte         | François Bailly-Maître | Paul Rémy             |
| 2011  | Thomas Dietsch         | Grégory Pascal         | Arnaud Grosjean       |
| 2012  | Thomas Dietsch         |                        |                       |
| 2013  | Thomas Dietsch         | Guillaume Bonnafond    |                       |
| 2014  | Thomas Dietsch         | Maxime Marotte         | Stéphane Tempier      |
| 2015  | Maxime Marotte         | Hugo Drechou           | Émilien Mourier       |
| 2016  | Frédéric Gombert       | Rémi Laffont           | Alexis Chenevier      |
| 2017  | Miguel Martinez        | Antonin Marecail       | Emeric Turcat         |
| 2018  | Emeric Turcat          | Alexis Paris           | Arnold Jeannesson     |
| 2019  | Pierre Billaud         | Axel Roudil-Cortinat   | Hugo Drechou          |
| 2020  | Hugo Drechou           | Joshua Dubau           | Thomas Champion       |
| 2021  | Axel Roudil-Cortinat   | Pierre Billaud         | Vincent Arnaud        |
| 2022  | Stéphane Tempier       | Axel Roudil-Cortinat   | Hugo Drechou          |
| 2023  | Axel Roudil-Cortinat   | Hugo Drechou           | Pierre Billaud        |
| 2024  | Hugo Drechou           | Axel Roudil-Cortinat   | Pierre Billaud        |
| 2025  | Axel Roudil-Cortinat   | Hugo Drechou           | Robin Challamel       |

### Descente (DHI)
Le championnat de France VTT DH a débuté en une manche en 1995, avant il était attribué sur plusieurs manches

#### Élites
| Année | Or                     | Argent               | Bronze            |
| ----- | ---------------------- | -------------------- | ----------------- |
| 1995  | Cédric Gracia          | Nicolas Vouilloz     | François Gachet   |
| 1996  | Nicolas Vouilloz       |                      |                   |
| 1997  | Nicolas Vouilloz       |                      |                   |
| 1998  | Cédric Gracia          | Nicolas Vouilloz     | Mickaël Pascal    |
| 1999  | Nicolas Vouilloz       | Mickaël Pascal       | Franck Parolin    |
| 2000  | Philippe Keller        | Matthieu Prost       | Stéphane Jany     |
| 2001  | Nicolas Vouilloz       | Cédric Gracia        | Karim Amour       |
| 2002  | Fabien Barel           | Cyril Lagneau        | Julien Camellini  |
| 2003  | Cyril Lagneau          | Mickaël Deldycke     | Fréderic Midey    |
| 2004  | Yoann Barelli          | Florent Payet        | Vincent Saut      |
| 2005  | Fabien Barel           | Maxime Remy          | Yoann Barelli     |
| 2006  | Fabien Barel           | Mickaël Pascal       | Julien Camellini  |
| 2007  | Fabien Barel           | Fabien Pedemanaud    | Damien Spagnolo   |
| 2008  | Mickaël Pascal         | Julien Camellini     | Florent Payet     |
| 2009  | Fabien Barel           | Mickaël Pascal       | Fabien Pedemanaud |
| 2010  | Romain Paulhan         | Damien Spagnolo      | Mickaël Pascal    |
| 2011  | Mickaël Pascal         | Damien Spagnolo      | Rémi Thirion      |
| 2012  | Pierre-Charles Georges | Cyrille Kurtz        | Patrick Thome     |
| 2013  | Loïc Bruni             | Rémi Thirion         | Florent Payet     |
| 2014  | Loïc Bruni             | Aurélien Giordanengo | Faustin Figaret   |
| 2015  | Loïc Bruni             | Amaury Pierron       | Patrick Thome     |
| 2016  | Thibaut Ruffin         | Amaury Pierron       | Florent Payet     |
| 2017  | Loïc Bruni             | Amaury Pierron       | Loris Vergier     |
| 2018  | Gaëtan Vigé            | Valentin Clément     | Simon Cardon      |
| 2019  | Thibaut Dapréla        | Rémi Thirion         | Baptiste Pierron  |
| 2020  | Benoît Coulanges       | Loïc Bruni           | Loris Vergier     |
| 2021  | Benoît Coulanges       | Antoine Vidal        | Loïc Bruni        |
| 2022  | Antoine Vidal          | Loïc Bruni           | Amaury Pierron    |
| 2023  | Loïc Bruni             | Thibaut Dapréla      | Benoît Coulanges  |
| 2024  | Thibaut Dapréla        | Antoine Pierron      | Rémi Thirion      |
| 2025  | Léo Godin              | Sacha Gabriel Brizin | Mathieu Balizet   |
| 2026  |                        |                      |                   |

#### Juniors (U19)
| Année | Or                 | Argent             | Bronze          |
| ----- | ------------------ | ------------------ | --------------- |
| 1995  | Cédric Gracia      |                    |                 |
| 1996  |                    |                    |                 |
| 1997  |                    |                    |                 |
| 1998  |                    |                    |                 |
| 1999  | Franck Parolin     |                    |                 |
| 2000  |                    |                    |                 |
| 2001  |                    |                    |                 |
| 2002  |                    |                    |                 |
| 2003  |                    |                    |                 |
| 2004  |                    |                    |                 |
| 2005  | Félix-Firmin Roth  |                    |                 |
| 2007  | Rémi Thirion       |                    |                 |
| 2008  | Rémi Thirion       |                    |                 |
| 2009  | Patrick Thome      |                    |                 |
| 2010  | Ludovic Oget       |                    |                 |
| 2011  | Loïc Bruni         |                    |                 |
| 2012  | Félix Racaud       |                    |                 |
| 2013  | Loris Vergier      | Amaury Pierron     | Benjamin Boutié |
| 2014  | Loris Vergier      | Amaury Pierron     | Benjamin Boutié |
| 2015  | Thibault Laly      | Benoît Cougoureux  | Gaëtan Vigé     |
| 2016  | Gaëtan Vigé        | Sylvain Cougoureux | Kévin Marry     |
| 2017  | Sylvain Cougoureux | Antoine Pierron    | Hugo Frixtalon  |
| 2018  | Jérémy Langlade    | Matis Escalier     | Nathan Paillard |
| 2019  | Thibaut Dapréla    | Louis Gaillet      | Eliot Rossignol |
| 2020  | Simon Chapelet     | Eliot Rossignol    | Antoine Rogge   |
| 2021  | Lorenzo Masseglia  | Arsène Gilbert     | Raphael Iniguez |
| 2022  | Léo Abella         | Loïc Martin        | Hugo Marini     |
| 2023  | Mylann Falquet     | Léo Abella         | Lucas Lagneau   |
| 2024  | Rafaël Pelletier   | Maé Rogier         | Lucas Lagneau   |
| 2025  | Malo Rochet        | Noé Clerc          | Tom Becchetti   |

#### Cadets (U17)
| Année | Or              | Argent               | Bronze              |
| ----- | --------------- | -------------------- | ------------------- |
| 1997  | Franck Parolin  |                      |                     |
|       |                 |                      |                     |
| 2003  |                 |                      |                     |
| 2004  |                 |                      |                     |
| 2005  |                 |                      |                     |
| 2006  |                 |                      |                     |
| 2007  |                 |                      |                     |
| 2008  |                 |                      |                     |
| 2009  |                 |                      |                     |
| 2010  |                 |                      |                     |
| 2011  |                 |                      |                     |
| 2012  |                 |                      |                     |
| 2013  |                 |                      |                     |
| 2014  |                 |                      |                     |
| 2015  |                 |                      |                     |
| 2016  | Thibaut Dapréla | Julien Lostanlen     | Matteo Iniguez      |
| 2017  |                 |                      |                     |
| 2018  |                 |                      |                     |
| 2019  |                 |                      |                     |
| 2020  | Hugo Marini     | Alix Francoz         | Thomas Ollier       |
| 2021  | Hugo Marini     | Lucas Lagneau        | Arthur Perfillon    |
| 2022  |                 |                      |                     |
| 2023  | Max Alran       | Malo Rochet          | Pierre Ollier       |
| 2024  |                 |                      |                     |
| 2025  | Léo Godin       | Sacha Gabriel Brizin | Matys Mangiavillano |

### Four-cross

#### Élites
| Année | Or                   | Argent          | Bronze      |
| ----- | -------------------- | --------------- | ----------- |
| 2003  | Karim Amour          |                 |             |
| 2004  | Mickaël Deldycke     |                 |             |
| 2005  | Mickaël Deldycke     |                 |             |
| 2006  | Mickaël Deldycke     |                 |             |
| 2007  | Mickaël Deldycke     | Romain Saladini | Karim Amour |
| 2008  | Romain Saladini      |                 |             |
| 2009  | Aurélien Giordanengo |                 |             |
| 2010  |                      |                 |             |
| 2011  | Romain Saladini      |                 |             |
| 2012  | Aurélien Giordanengo |                 |             |

#### Juniors
| Année | Or              | Argent       | Bronze        |
| ----- | --------------- | ------------ | ------------- |
| 2003  | Romain Saladini |              |               |
| 2007  | Thomas Lapeyrie | Tommy Lacour | Jérôme Bruley |
| 2008  | Sylvain André   |              |               |
| 2009  | Adrien Loron    |              |               |
| 2010  | Benoit Bresset  |              |               |
| 2011  | Louis Molle     |              |               |
| 2012  | Erwan Le Blayo  |              |               |

### Trial
20/26 pouces
| Année | Or                  | Argent              | Bronze              |
| ----- | ------------------- | ------------------- | ------------------- |
| 2001  |                     | Giacomo Coustellier |                     |
| 2002  | Giacomo Coustellier | Kenny Lecorre       |                     |
| 2003  | Giacomo Coustellier | Vincent Hermance    |                     |
| 2004  | Gilles Coustellier  | Giacomo Coustellier | Vincent Hermance    |
| 2005  | Vincent Hermance    |                     | Giacomo Coustellier |
| 2006  | Giacomo Coustellier | Vincent Hermance    |                     |
| 2007  | Vincent Hermance    | Guillaume Dunand    | Florian Tournier    |
| 2008  | Gilles Coustellier  | Giacomo Coustellier | Vincent Hermance    |
| 2009  | Gilles Coustellier  | Vincent Hermance    |                     |
| 2010  | Gilles Coustellier  | Vincent Hermance    |                     |
| 2011  | Gilles Coustellier  | Vincent Hermance    |                     |
| 2012  | Gilles Coustellier  | Vincent Hermance    |                     |
| 2013  | Gilles Coustellier  | Vincent Hermance    | Aurélien Fontenoy   |
| 2014  | Kévin Aglaé         | Vincent Hermance    | Gilles Coustellier  |
| 2015  | Vincent Hermance    | Nicolas Vallée      | Alexis Brunetaud    |
| 2016  | Vincent Hermance    | Aurélien Fontenoy   | Gilles Coustellier  |
| 2017  | Nicolas Vallée      | Vincent Hermance    | Gilles Coustellier  |
| 2018  | Nicolas Vallée      | Vincent Hermance    | Clément Meot        |
| 2019  | Nicolas Vallée      | Gilles Coustellier  | Aurélien Fontenoy   |
| 2020  | Noah Cardona        | Vincent Hermance    | Gilles Coustellier  |
| 2021  | Nicolas Vallée      | Gilles Coustellier  | Noah Cardona        |
| 2022  | Vincent Hermance    | Noah Cardona        | Nathan Charra       |

Depuis 2023, il existe deux catégories en VTT TRIAL, les vélos en 20 pouces et en 26 pouces: deux champions de France sont désignés.
26 pouces
| Année | Or               | Argent           | Bronze           |
| ----- | ---------------- | ---------------- | ---------------- |
| 2023  | Vincent Hermance | Noah Cardona     | Nathan Charra    |
| 2024  | Noah Cardona     | Nathan Charra    | Vincent Hermance |
| 2025  | Nathan Charra    | Vincent Hermance | Noah Cardona     |

20 pouces
| Année | Or              | Argent          | Bronze          |
| ----- | --------------- | --------------- | --------------- |
| 2023  | Louis Grillon   | Robin Berchatti | Arnaud Janin    |
| 2024  | Robin Berchatti | Louis Grillon   | Guillaume Camus |
| 2025  | Robin Berchatti | Louis Grillon   | Guillaume Camus |

### Dual Slalom
| Année | Or               | Argent           | Bronze            |
| ----- | ---------------- | ---------------- | ----------------- |
| 2000  | Cédric Gracia    | Nicolas Vouilloz |                   |
| 2001  | Nicolas Vouilloz | Karim Amour      | Cédric Gracia     |
| 2002  | Mickaël Deldycke | Stéphane Jany    | Sébastien Paradis |

### Four Cross
| Année | Or               | Argent          | Bronze           |
| ----- | ---------------- | --------------- | ---------------- |
| 2003  | Karim Amour      | Benoit Colin    | Mickaël Deldycke |
| 2004  | Mickaël Deldycke | Romain Saladini | Karim Amour      |
| 2005  |                  |                 |                  |
| 2006  | Mickaël Deldycke | Karim Amour     |                  |
| 2007  |                  |                 |                  |
| 2008  |                  |                 |                  |

### Enduro

#### Élites
| Année | Or          | Argent        | Bronze         |
| ----- | ----------- | ------------- | -------------- |
| 2023  | Alex Rudeau | Dimitri Tordo | Adrien Dailly  |
| 2024  | Alex Rudeau | Louis Jeandel | Dylan Levesque |
| 2025  |             |               |                |

#### Juniors (U19)
| Année | Or               | Argent         | Bronze          |
| ----- | ---------------- | -------------- | --------------- |
| 2023  |                  |                |                 |
| 2024  | Kentin Baldeyrou | Melvin Almueis | Quantin Duvalet |
| 2025  |                  |                |                 |

#### Cadets (U17)
| Année | Or           | Argent      | Bronze                 |
| ----- | ------------ | ----------- | ---------------------- |
| 2023  |              |             |                        |
| 2024  | Tommy Bougon | Noa Filippi | Hugo Marti Montessinos |
| 2025  |              |             |                        |

### Enduro électrique
| Année | Or              | Argent          | Bronze      |
| ----- | --------------- | --------------- | ----------- |
| 2023  | Florian Nicolai | Mathieu Ruffray | Damien Oton |
| 2024  |                 |                 |             |
| 2025  |                 |                 |             |

### Beach race
| Année | Or            | Argent          | Bronze                   |
| ----- | ------------- | --------------- | ------------------------ |
| 2019  | Samuel Leroux | Alexis Delaleau | Charles Antoine Dourlens |
| 2021  | Samuel Leroux | Nicolas Miccoli | Lucas Duveaux            |
| 2022  | Samuel Leroux | Matîs Louvel    | Clément Trunet           |

### Snow bike
| Année | Lieu                | Or               | Argent               | Bronze          |
| ----- | ------------------- | ---------------- | -------------------- | --------------- |
| 2022  | Pra-Loup (04)       | Pierre Thevenard | Aurélien Giordanengo | Kevyn Mayeur    |
| 2024  | Les Gets (74)       | Pierre Thevenard | Dylan Levesque       | Vincent Tupin   |
| 2025  | Puy St Vincent (05) | Thomas Di Litta  | Theo Mathieu         | Tristan Courmes |

## Palmarès féminin

### Cross-country (XCO)

#### Élites
| Année | Or                     | Argent                 | Bronze                   |
| ----- | ---------------------- | ---------------------- | ------------------------ |
| 1987  |                        | Chantal Russias        |                          |
| 1988  | Sophie Eglin           |                        |                          |
| 1989  | Sophie Eglin           |                        |                          |
| 1990  | Sophie Eglin           |                        |                          |
| 1991  | Sophie Eglin           |                        |                          |
| 1992  | Sophie Eglin           |                        |                          |
| 1993  |                        |                        |                          |
| 1994  | Jeannie Longo          |                        |                          |
| 1995  | Nathalie Fiat          |                        |                          |
| 1996  | Laurence Leboucher     | Sandra Temporelli      |                          |
| 1997  | Sandra Temporelli      | Sophie Hosotte-Eglin   | Sophie Villeneuve        |
| 1998  | Laurence Leboucher     | Sophie Villeneuve      | Sandra Temporelli        |
| 1999  | Laurence Leboucher     | Sophie Villeneuve      | Sandra Temporelli        |
| 2000  | Laurence Leboucher     | Sophie Villeneuve      | Sandra Temporelli        |
| 2001  | Virginie Souchon       | Sabrina Enaux          | Sonia Clolus             |
| 2002  | Laurence Leboucher     | Marion Thévenet        | Séverine Hansen          |
| 2003  | Séverine Hansen        | Marion Thévenet        | Virginie Souchon         |
| 2004  | Séverine Hansen        | Sabrina Enaux          | Sabine Gentieu           |
| 2005  | Séverine Hansen        | Maryline Salvetat      | Sabine Gentieu           |
| 2006  | Laurence Leboucher     | Séverine Hansen        | Sabrina Enaux            |
| 2007  | Laurence Leboucher     | Sabrina Enaux          | Christel Ferrier-Bruneau |
| 2008  | Cécile Ravanel         | Laura Metzler          | Hélène Marcouyre         |
| 2009  | Cécile Ravanel         | Sabrina Enaux          | Caroline Mani            |
| 2010  | Julie Bresset          | Laura Metzler          | Cécile Ravanel           |
| 2011  | Julie Bresset          | Sabrina Enaux          | Laura Metzler            |
| 2012  | Julie Bresset          | Lucie Chainel          | Sabrina Enaux            |
| 2013  | Julie Bresset          | Pauline Ferrand-Prévot | Sabrina Enaux            |
| 2014  | Pauline Ferrand-Prévot | Margot Moschetti       | Laura Metzler            |
| 2015  | Pauline Ferrand-Prévot | Perrine Clauzel        | Margot Moschetti         |
| 2016  | Pauline Ferrand-Prévot | Sabrina Enaux          | Estelle Boudot           |
| 2017  | Pauline Ferrand-Prévot | Sabrina Enaux          | Lucie Urruty             |
| 2018  | Pauline Ferrand-Prévot | Lucie Urruty           | Julie Bresset            |
| 2019  | Pauline Ferrand-Prévot | Lucie Urruty           | Julie Bresset            |
| 2020  | Léna Gérault           | Loana Lecomte          | Pauline Ferrand-Prévot   |
| 2021  | Loana Lecomte          | Pauline Ferrand-Prévot | Léna Gérault             |
| 2022  | Loana Lecomte          | Pauline Ferrand-Prévot | Line Burquier            |
| 2023  | Loana Lecomte          | Léna Gérault           | Noémie Garnier           |
| 2024  | Loana Lecomte          | Flavie Guille          | Léna Gérault             |
| 2025  | Olivia Onesti          | Loana Lecomte          | Léna Gérault             |

#### Espoirs (U23)
| Année | Or                     | Argent              | Bronze              |
| ----- | ---------------------- | ------------------- | ------------------- |
| 2001  | Marion Thévenet        | Hélène Marcouyre    | Séverine Hansen     |
| 2005  | Bérangère Wilst        | Laura Metzler       | Olivia Cascino      |
| 2006  | Laura Metzler          |                     |                     |
| 2007  | Laura Metzler          |                     |                     |
| 2008  | Laura Metzler          |                     |                     |
| 2009  | Caroline Mani          |                     |                     |
| 2010  | Julie Bresset          |                     |                     |
| 2011  | Julie Bresset          |                     |                     |
| 2012  | Pauline Ferrand-Prévot |                     |                     |
| 2013  | Pauline Ferrand-Prévot | Perrine Clauzel     | Margot Moschetti    |
| 2014  | Pauline Ferrand-Prévot | Margot Moschetti    | Perrine Clauzel     |
| 2015  | Perrine Clauzel        | Margot Moschetti    | Lena Gerault        |
| 2016  | Perrine Clauzel        | Audrey Menut        | Lena Gerault        |
| 2017  | Lucie Urruty           | Hélène Clauzel      | Léna Gérault        |
| 2018  | Lucie Urruty           | Hélène Clauzel      | Loana Lecomte       |
| 2019  | Loana Lecomte          | Hélène Clauzel      | Isaure Medde        |
| 2020  | Loana Lecomte          | Hélène Clauzel      | Manon Wimmer        |
| 2021  | Loana Lecomte          | Isaure Medde        | Lauriane Duraffourg |
| 2022  | Line Burquier          | Isaure Medde        | Flavie Guille       |
| 2023  | Noémie Garnier         | Line Burquier       | Noémie Pan          |
| 2024  | Olivia Onesti          | Lauriane Duraffourg | Roxanne Porlier     |
| 2025  | Olivia Onesti          | Amandine Muller     | Anaïs Moulin        |

#### Juniors (U19)
| Année | Or                    | Argent              | Bronze                |
| ----- | --------------------- | ------------------- | --------------------- |
| 2001  | Maureen Guichardot    |                     |                       |
| 2004  | Laura Metzler         |                     |                       |
| 2006  | Julie Krasniak        |                     |                       |
| 2007  | Julie Bresset         |                     |                       |
| 2008  | Camille Devi          |                     |                       |
| 2009  | Julie Berteaux        |                     |                       |
| 2010  | Cécile Delaire        |                     |                       |
| 2011  | Perrine Clauzel       |                     |                       |
| 2012  | Margot Moschetti      |                     |                       |
| 2013  | Audrey Menut          | Lucie Urruty        | Lena Gerault          |
| 2014  | Laure Souty           | Cléa Cochelin       | Clara Donneger        |
| 2015  | Cléa Cochelin         | Guylaine Ducol      | Manon Wimmer          |
| 2016  | Loana Lecomte         | Hélène Clauzel      | Constance Valentin    |
| 2017  | Loana Lecomte         | Isaure Medde        | Justine Tonso         |
| 2018  | Isaure Medde          | Justine Tonso       | Pasquine Vandermouten |
| 2019  | Pasquine Vandermouten | Lauriane Duraffourg | Léa Bouilloux         |
| 2020  | Olivia Onesti         | Lauriane Duraffourg | Line Burquier         |
| 2021  | Tatiana Tournut       | Line Burquier       | Olivia Onesti         |
| 2022  | Tatiana Tournut       | Cynthia Boivinet    | Ilona Moulin          |
| 2023  | Amandine Muller       | Anaïs Moulin        | Cynthia Boivinet      |
| 2024  | Amandine Muller       | Romane Truntschka   | Lison Desprez         |
| 2025  | Lise Revol            | Lison Desprez       | Zélie Lambert         |

### Cross-Country Short Track (XCC)
| Année | Or                     | Argent         | Bronze         |
| ----- | ---------------------- | -------------- | -------------- |
| 2021  | Hélène Clauzel         | Léna Gérault   | Noémie Garnier |
| 2022  | Pauline Ferrand-Prévot | Léna Gérault   | Hélène Clauzel |
| 2023  | Noémie Garnier         | Flavie Guille  | Léna Gérault   |
| 2024  | Loana Lecomte          | Flavie Guille  | Léna Gérault   |
| 2025  | Loana Lecomte          | Noémie Garnier | Olivia Onesti  |

### Cross-country éliminatoire (XCE)
| Année | Or              | Argent                 | Bronze             |
| ----- | --------------- | ---------------------- | ------------------ |
| 2013  | Cécile Ravanel  | Pauline Ferrand-Prévot | Lucie Chainel      |
| 2014  | Anaïs Simon     | Cécile Delaire         | Marine Strappazzon |
| 2015  | Perrine Clauzel | Lucie Urruty           | Clara Donneger     |
| 2016  | Lucie Urruty    | Charlotte Bacquaert    | Clara Donneger     |
| 2017  | Perrine Clauzel | Coline Clauzure        | Ilona Peltier      |
| 2018  | Coline Clauzure | Perrine Clauzel        | Anaïs Grimault     |
| 2019  | Isaure Medde    | Anaïs Grimault         | Coline Clauzure    |
| 2020  | Manon Wimmer    | Coline Clauzure        | Laurie Vezie       |
| 2021  | Noémie Garnier  | Isaure Medde           | Amélie Vazeille    |
| 2022  | Coline Clauzure | Amélie Vazeille        | Noémie Garnier     |
| 2023  | Amélie Vazeille | Margaux Borelly        | Amandine Vidon     |
| 2024  | Margaux Borelly | Maëlle Loiseau         | Amandine Vidon     |
| 2025  | Isaure Medde    | Amandine Vidon         | Loïs Philibert     |

### Cross-country à assistance électrique (VTTAE-XC)
| Année | Or                     | Argent            | Bronze           |
| ----- | ---------------------- | ----------------- | ---------------- |
| 2018  | Nadine Sapin           | Coline Clauzure   | Sandrine Koenig  |
| 2019  | Pauline Ferrand-Prévot | Coline Clauzure   | Laura Morque     |
| 2020  | Sandrine Koenig        | Karine Temporelli | Camille Defossez |
| 2021  | Justine Tonso          | Sandrine Koenig   | Emilie Frussotte |
| 2022  | Solène Bouissou        | Sandrine Raynaud  | Hélène Diazdula  |
| 2023  | Justine Tonso          | Solène Bouissou   |                  |
| 2024  |                        |                   |                  |
| 2025  |                        |                   |                  |

### Marathon (XCM)
| Année | Or               | Argent                 | Bronze                 |
| ----- | ---------------- | ---------------------- | ---------------------- |
| 2006  | Virginie Souchon |                        |                        |
| 2007  | Hélène Marcouyre |                        |                        |
| 2009  | Danièle Troesch  | Laura Joubert          | Idriel Herveet         |
| 2010  | Hélène Marcouyre | Fanny Bourdon          | Coralie Redelsperger   |
| 2011  | Hélène Marcouyre | Coralie Redelsperger   | Danièle Troesch        |
| 2012  | Fanny Bourdon    |                        |                        |
| 2013  | Fanny Bourdon    | Hélène Marcouyre       | Sandrine Ponsard       |
| 2014  | Margot Moschetti | Coralie Redelsperger   | Hélène Marcouyre       |
| 2015  | Julie Bresset    | Sabrina Enaux          | Hélène Marcouyre       |
| 2016  | Hélène Marcouyre | Muriel Bouhet          | Fanny Bourdon          |
| 2017  | Camille Devi     | Muriel Bouhet          | Sandrine Koenig        |
| 2018  | Margot Moschetti | Marion Colin           | Coline Clauzure        |
| 2019  | Léna Gérault     | Margot Moschetti       | Emma Terrigeol         |
| 2020  | Léna Gérault     | Margot Moschetti       | Pauline Ferrand-Prévot |
| 2021  | Léna Gérault     | Estelle Morel          | Margot Moschetti       |
| 2022  | Léna Gérault     | Pauline Ferrand-Prévot | Estelle Morel          |
| 2023  | Léna Gérault     | Estelle Morel          | Margot Moschetti       |
| 2024  | Margot Moschetti | Juliette Trombini      | Marion Bessone         |
| 2025  |                  |                        |                        |

### Descente (DHI)
Le championnat de France VTT DH a débuté en une manche en 1995, avant il était attribué sur plusieurs manches

#### Élites
| Année | Or                     | Argent              | Bronze                |
| ----- | ---------------------- | ------------------- | --------------------- |
| 1995  | Anne-Caroline Chausson |                     |                       |
| 1996  | Anne-Caroline Chausson | Carole Grange       |                       |
| 1997  | Anne-Caroline Chausson | Sabrina Jonnier     | Carole Grange         |
| 1998  | Anne-Caroline Chausson |                     |                       |
| 1999  | Anne-Caroline Chausson | Sabrina Jonnier     | Céline Gros           |
| 2000  | Sabrina Jonnier        | Nolvenn Le Caër     | Céline Gros           |
| 2001  | Céline Gros            | Nolvenn Le Caer     | Laëtitia Le Corguillé |
| 2002  | Anne-Caroline Chausson | Sabrina Jonnier     | Emmeline Ragot        |
| 2003  | Emmeline Ragot         | Nolvenn Le Caer     | Estelle Vuillemin     |
| 2004  | Nolvenn Le Caer        | Audrey Le Corguillé | Estelle Vuillemin     |
| 2005  | Anne-Caroline Chausson | Nolvenn Le Caer     | Emmeline Ragot        |
| 2006  | Emmeline Ragot         | Céline Gros         | Floriane Pugin        |
| 2007  | Sabrina Jonnier        | Céline Gros         | Anaïs Pajot           |
| 2008  | Emmeline Ragot         | Floriane Pugin      | Sabrina Jonnier       |
| 2009  | Céline Gros            | Sabrina Jonnier     | Floriane Pugin        |
| 2010  | Sabrina Jonnier        | Floriane Pugin      | Emmeline Ragot        |
| 2011  | Myriam Nicole          | Emmeline Ragot      | Sabrina Jonnier       |
| 2012  | Emmeline Ragot         | Morgane Charre      | Myriam Nicole         |
| 2013  | Floriane Pugin         | Myriam Nicole       | Emmeline Ragot        |
| 2014  | Myriam Nicole          | Emmeline Ragot      | Viktoria Gimenez      |
| 2015  | Emmeline Ragot         | Morgane Charre      | Myriam Nicole         |
| 2016  | Myriam Nicole          | Morgane Charre      | Marine Cabirou        |
| 2017  | Myriam Nicole          | Marine Cabirou      | Linda Jager           |
| 2018  | Fiona Ourdouillie      | Adelina Fontaine    | Myriam Nicole         |
| 2019  | Marine Cabirou         | Mélanie Chappaz     | Agnès Delest          |
| 2020  | Myriam Nicole          | Marine Cabirou      | Agnès Delest          |
| 2021  | Myriam Nicole          | Mathilde Bernard    | Agnès Delest          |
| 2022  | Myriam Nicole          | Mathilde Bernard    | Lisa Bouladou         |
| 2023  | Marine Cabirou         | Lisa Bouladou       | Laïs Bonnaure         |
| 2024  | Lisa Bouladou          | Mélanie Chappaz     | Laïs Bonnaure         |
| 2025  | Lisa Bouladou          | Meline Chenier      | Lauryn Saluzzo        |
| 2026  |                        |                     |                       |

#### Juniors (U19)
| Année | Or                  | Argent             | Bronze            |
| ----- | ------------------- | ------------------ | ----------------- |
| 2012  | Fiona Ourdouillie   |                    |                   |
| 2013  | Viktoria Gimenez    | Fiona Ourdouillie  | Marine Cabirou    |
| 2014  | Viktoria Gimenez    | Marine Cabirou     | Anastasia Maurice |
| 2015  | Linda Jager         | Viktoria Gimenez   | Flora Lesoin      |
| 2016  | Flora Lesoin        | Nastasia Gimenez   | Mélanie Chappaz   |
| 2017  | Nastasia Gimenez    | Mélanie Chappaz    | Tina Gozzi        |
| 2018  | Leane Chardonnieras | Nastasia Gimenez   | Lauryne Chappaz   |
| 2019  | Nastasia Gimenez    | Léona Pierrini     | Tina Gozzi        |
| 2020  | Léona Pierrini      | Lisa Bouladou      | Alizes Lassus     |
| 2021  | Léona Pierrini      | Vicky Clavel       | Lisa Bouladou     |
| 2022  | Lisa Bouladou       | Alizes Lassus      | Suzy Langlois     |
| 2023  | Lisa Bouladou       | Laïs Bonnaure      | Soline Besson     |
| 2024  |                     |                    |                   |
| 2025  | Zoé Fayolle         | Chloe Cres Clement | Niamh Richards    |

#### Cadettes (U17)
| Année | Or                  | Argent           | Bronze               |
| ----- | ------------------- | ---------------- | -------------------- |
| 2017  | Nastasia Gimenez    | Mélanie Chappaz  | Tina Gozzi           |
| 2018  | Leane Chardonnieras | Nastasia Gimenez | Lauryne Chappaz      |
| 2019  | Nastasia Gimenez    | Léona Pierrini   | Tina Gozzi           |
| 2020  | Léona Pierrini      | Lisa Bouladou    | Alizes Lassus        |
| 2021  | Léona Pierrini      | Vicky Clavel     | Lisa Bouladou        |
| 2022  | Lisa Bouladou       | Alizes Lassus    | Suzy Langlois        |
| 2023  | Lisa Bouladou       | Laïs Bonnaure    | Soline Besson        |
| 2024  |                     |                  |                      |
| 2025  | Meline Chenier      | Lauryn Saluzzo   | Ava Chaumet Lagrange |

### Dual-slalom
| Année | Or                     | Argent | Bronze |
| ----- | ---------------------- | ------ | ------ |
| 2002  | Anne-Caroline Chausson |        |        |

### Trial
| Année | Or               | Argent            | Bronze         |
| ----- | ---------------- | ----------------- | -------------- |
| 2007  | Julie Pesenti    | Soizic Blanchard  | Marion Porcher |
| 2008  | Julie Pesenti    | Marion Porcher    | Lucie Miramond |
| 2009  | Julie Pesenti    |                   | Aude Salord    |
| 2010  | Clémence Bonnand |                   |                |
| 2011  | Marion Porcher   |                   |                |
| 2012  | Marion Porcher   |                   |                |
| 2013  | Marion Porcher   | Florianne Guillon | Marie Dumas    |
| 2014  | Marion Porcher   | Manon Basseville  | Mailys Jouy    |
| 2015  | Manon Basseville | Pauline Bourgeais | Marie Dumas    |
| 2016  | Manon Basseville | Julia Gisonno     | Mailys Jouy    |
| 2017  | Manon Basseville | Chloé Jourdan     | Mailys Jouy    |
| 2018  | Manon Basseville | Mailys Jouy       | Chloé Jourdan  |
| 2019  | Manon Basseville | Chloé Jourdan     | Emma Louineau  |
| 2020  | Manon Basseville | Chloé Jourdan     | Emma Louineau  |
| 2021  | Manon Basseville | Mailys Jouy       | Chloé Jourdan  |
| 2022  | Emma Louineau    | Chloé Jourdan     | Nina Vabre     |
| 2023  | Nina Vabre       | Emma Louineau     | Mailys Jouy    |
| 2024  | Nina Vabre       | Emma Louineau     | Mailys Jouy    |
| 2025  | Nina Vabre       | Mailys Jouy       | Emma Louineau  |

### Enduro

#### Élites
| Année | Or                 | Argent         | Bronze         |
| ----- | ------------------ | -------------- | -------------- |
| 2023  | Isabeau Courdurier | Morgane Charre | Mélanie Pugin  |
| 2024  | Isabeau Courdurier | Mélanie Pugin  | Morgane Charre |
| 2025  |                    |                |                |

#### Juniors (U19)
| Année | Or              | Argent          | Bronze       |
| ----- | --------------- | --------------- | ------------ |
| 2023  | Claire Chabbert |                 |              |
| 2024  | Elise Porta     | Clarisse Venier | Lucile Metge |
| 2025  |                 |                 |              |

#### Cadettes (U17)
| Année | Or         | Argent             | Bronze               |
| ----- | ---------- | ------------------ | -------------------- |
| 2023  |            |                    |                      |
| 2024  | Lia Planes | Chloé Clès Clément | Ava Chaumet Lagrange |
| 2025  |            |                    |                      |

### Enduro électrique
| Année | Or            | Argent           | Bronze |
| ----- | ------------- | ---------------- | ------ |
| 2023  | Laura Charles | Laëtitia Meresse |        |
| 2024  |               |                  |        |
| 2025  |               |                  |        |

### Beach race
| Année | Or              | Argent          | Bronze             |
| ----- | --------------- | --------------- | ------------------ |
| 2019  | Lauriane Meyers | Charlotte Petit | Nathalie Marquiset |
| 2021  | Lauriane Meyers | Ludivine Firmin | Élisa Bernacki     |
| 2022  | Lauriane Meyers | Ludivine Firmin | Émilie Brette      |

### Snow bike
| Année | Lieu                | Or              | Argent             | Bronze |
| ----- | ------------------- | --------------- | ------------------ | ------ |
| 2022  | Pra Loup (04)       | Sabrina Jonnier | Lucy Paltz         |        |
| 2023  |                     |                 |                    |        |
| 2024  | Les Gets (74)       |                 |                    |        |
| 2025  | Puy St Vincent (05) | Morgane Such    | Juliette Perrenoud |        |